# Marthe Distel
Marthe Distel, née le 18 septembre 1871 à Remiremont et morte le 1er avril 1934 à Saint-Leu-la-Forêt, est une journaliste française, fondatrice de la revue de cuisine La Cuisinière Cordon Bleu et de l'école du Cordon Bleu. 

## Biographie
Marthe Marie Joséphine Distel naît en 1871 à Remiremont, fille de Joseph Distel, employé de messageries, et Julie Marchal, son épouse. 
Établie à Paris avec sa mère, cuisinière, Marthe Distel apprend la cuisine avec cette dernière. En 1895, elle fonde la revue hebdomadaire de cuisine La Cuisinière Cordon Bleu, qui édite les recettes des cuisiniers les plus en vogue à l'époque. Afin de fidéliser les lecteurs, Marthe Distel offre la possibilité d'assister à des démonstrations culinaires de ces grands chefs. 
Le succès de ces démonstrations amène Marthe Distel à fonder avec le cuisinier Henri-Paul Pellaprat l'école du Cordon Bleu, qui ouvre ses portes le 14 janvier 1896 dans la galerie d'Orléans du Palais-Royal à Paris. Placée sous le patronage de Jules Simon, l'école se donne pour mission de « donner aux femmes une instruction complète sur la cuisine ménagère et l'économie domestique, et à former également de bonnes ménagères. » Si elle est en théorie ouvertes aux jeunes gens comme aux jeunes filles, il est constaté en 1899 que la tentative d'« étendre aux hommes les bienfaits de cette éducation » a été  « malheureusement sans succès. »
En 1900, Marthe Distel est récompensée d'une mention honorable, à l'issue de l'exposition universelle de Paris, dans le groupe X (Aliments).
Elle meurt en 1934, dans sa villa rue de Chauvry à Saint-Leu-la-Forêt,. Sans héritiers directs, elle lègue la firme du Cordon Bleu aux Apprentis d'Auteuil.

## Publications
- Le Gourmet, revue de cuisine pratique, no 1 (1894) - 1903 [?][7]
- La Cuisinière Cordon Bleu, no 1 (1895) - no 104 (1896). Devenu Le Cordon bleu. Journal illustré de cuisine pratique, no 105 (1897)-1962 [?]